# Meindert Schollema
Meindert Schollema (Middelstum, 27 juli 1950 - Groningen, 6 december 2019) was een Nederlandse politicus namens de Partij van de Arbeid (PvdA) die politiek actief was in zijn geboorteprovincie Groningen.
Van 1 januari 1999 tot 1 november 2015 was hij burgemeester van de gemeente Pekela. Daarvoor was Schollema acht jaar wethouder van de gemeente Loppersum. Van 1 juni 2005 tot 1 januari 2007 was hij eveneens waarnemend burgemeester van de gemeente Menterwolde.
Schollema was na de ambachtsschool oorspronkelijk elektromonteur en later bedrijfsleider van een techniekwinkel.
In augustus 2009 ontving de gemeente Pekela vanuit extreemrechtse kringen een anonieme brief met een doodsbedreiging, bestemd voor het college van burgemeester en wethouders. Schollema deed hierop aangifte bij de politie.
Op 1 mei 2015 kondigde Meindert Schollema zijn pensioen aan. Met ingang van 1 november 2015 werd hij opgevolgd door waarnemend burgemeester Jaap Kuin.
Op 6 december 2019 overleed Schollema op 69-jarige leeftijd aan de gevolgen van een hartstilstand.